# Thibaw Min
Konbang Thibau, o Thibaw Min, va ser l'últim monarca de Birmània, pertanyent a la Dinastia Konbaung, que va regnar entre 1878 i 1885.

## Vida
Va néixer a Mandalay l'1 de gener de 1859 i era fill del rei Mindong i la princesa de Laungshe. El petit Thibau es va educar en monestirs budistes fins que l'1 d'octubre de 1878, Mindong va morir i el príncep hereu va assumir el tron.

## Regnat
Thibau va ser coronat el 6 de novembre de 1878, convertint-se en l'últim monarca de la dinastia Konbaung i de Birmània. El seu govern es va marcar per la seva actitud sanguinària, desfent-se de tota oposició. El seu règim profrancès, va portar als anglesos a ocupar l'est del regne, donant inici a la Tercera Guerra Anglo-Birmana.
Després, Londres va enviar un ultimàtum a Thibau per rendir-se incondicionalment, a la qual cosa, el rei birmà es va negar. Un cos expedicionari britànic va prendre la capital, Mandalay i va fer presos a Thibau, a la seva esposa, Supayalat, i a la seva filla, Supayaji, que van ser enviats a l'Índia britànica.
Thibau va morir en Ratnagiri, el 19 de desembre de 1916.